# Capitano Tarantini (sous-marin)
Le Capitano Tarantini est un sous-marin de la classe Liuzzi, en service dans la Regia Marina à partir de 1939 et ayant servi pendant la Seconde Guerre mondiale.
Le sous-marin est dédié à Raffaele Tarantini (1895-1936), un soldat italien, décoré d'une médaille d'or de la valeur militaire et de quatre médailles d'argent de la valeur militaire.

## Caractéristiques
La classe Liuzzi était dérivée de celle des précédents sous-marins océaniques de la classe Brin, mais avec des dimensions et une portée accrues et une disposition différente de l'armement d'artillerie; l'apparence rappelait beaucoup celle des sous-marins contemporains de la classe Marconi, et bien qu'ils reproduisent certains des défauts de la classe Brin, en premier lieu la navigabilité médiocre, ils se sont avérés être parmi les meilleurs sous-marins de la Regia Marina construits pendant l'entre-deux-guerres.
Les Liuzzi étaient des sous-marins de haute mer (ou de "grande croisière") à double coque partielle. Ils déplaçaient 1 166 tonnes en surface et 1 484 tonnes en immersion. Les sous-marins mesuraient une longueur totale de 76,1 mètres, une largeur de 6,98 mètres et un tirant d'eau de 4,55 mètres. Ils avaient une profondeur de plongée opérationnelle de 100 mètres. L'équipage se composait de 7 officiers et 51 sous-officiers et marins,.
Le système de propulsion était de type conventionnel, avec deux moteurs diesel pour la navigation de surface, d'une puissance totale de 3 420 chevaux-vapeur (2 517 kW), chacun entraînant un arbre d'hélice. En immersion, chaque hélice était entraînée par un moteur électrique de 625 chevaux-vapeur (460 kW). Ils pouvaient atteindre 17,8 nœuds (32,9 km/h) en surface et 8 nœuds (14,8 km/h) sous l'eau. En surface, la classe Liuzzi avait une autonomie de 13 204 milles nautiques (24 453 km) à 8 noeuds (15 km/h); en immersion, elle avait une autonomie de 111 milles nautiques (200 km) à 4 noeuds (7,4 km/h),.
Les sous-marins étaient armés de huit tubes lance-torpilles de 53,3 centimètres (21 pouces), quatre à l'avant et quatre à l'arrière. L'armement d'artillerie pour le combat en surface était basé sur un canon de pont OTO 100/47 (sur certains sous-marins était initialement monté l'ancien 102/35 Model 1914, puis remplacé lorsque la pièce plus moderne devenait disponible en quantité suffisante), placé sur le pont à l'avant de la tour de contrôle (kiosque) (et non à l'arrière à l'intérieur de la structure de la tour de contrôle elle-même comme sur les sous-marins de la classe Brin précédentes). Leur armement anti-aérien consistait en deux systèmes jumeaux de mitrailleuses Breda Model 1931 de 13,2 mm,.

## Construction et mise en service
Le Capitano Tarantini est construit par le chantier naval Cantieri navali Tosi di Taranto (TOSI) de Tarente en Italie, et mis sur cale le 10 mars 1939. Il est lancé le 3 déicembre 1939 et est achevé et mis en service le 3 février 1940. Il est commissionné le même jour dans la Regia Marina.

## Historique
Le 10 juin 1940, lorsque l'Italie est entrée dans la Seconde Guerre mondiale, le Capitano Tarantini est en mission au large de la Crète sous le commandement du capitaine de corvette Alfredo Iaschi. Le lendemain, il tenté sans succès de torpiller un pétrolier estimé à environ 7 000 tonneaux de jauge brute (tjb) (la torpille était défectueuse). Il rentre ensuite à Tarente, sa base, le 16 juin.
Le 27 juin 1940, il part pour sa deuxième mission, au large de Haïfa. Le lendemain, il est attaqué par un avion en mer Ionienne mais n'est pas endommagé. Le 29 juin, il lance une torpille contre un destroyer britannique (probablement le HMS Dainty (H53), qui fait partie des unités qui, deux jours auparavant, avaient coulé le sous-marin Liuzzi, navire-jumeau (sister ship) du Tarantini) au large du cap Matapan (Crète). Le lancement est infructueux mais la chasse menée par le navire britannique contre le Tarantini est également infructueuse,. Vers onze heures du soir, le 11 juillet, il tente de torpiller le vapeur panaméen Beme (3 040 tjb) au large de Haïfa. Après l'avoir manqué, il l'immobilise avec son canon de pont et, après avoir fait abandonner l'équipage, il le frappe avec une torpille qui le coule,,.
Le Tarantini effectue deux autres missions en Méditerranée, après quoi il est décidé de l'envoyer dans l'Atlantique,.
Le 31 août 1940, il part de la base de Trapani et traverse le détroit de Gibraltar le 10 septembre. Il reste ensuite en patrouille au large des Açores jusqu'au 29, en direction de Bordeaux, où se trouve la base italienne de Betasom, où il arrive le 5 octobre.
Le 11 novembre, il part pour sa deuxième mission dans l'Atlantique. Entre le 18 novembre et le 8 décembre, il est en embuscade au nord-ouest de l'Irlande, subissant des pertes humaines dues à la mer agitée. Peu après son départ, une vague blesse son commandant en second, le lieutenant de vaisseau (tenente di vascello) Attilio Frattura, et le 5 décembre, son commandant en second Sergio Ciotti tombe à la mer, se noyant,..
Le 2 décembre, il attaque un convoi de taille considérable, mais avant de pouvoir lancer ses torpilles, il est bombardé avec 106 grenades sous-marines pendant environ vingt-quatre heures, ne subissant que des dommages mineurs. Le 5, il subit de nouveau des attaques anti-sous-marines pendant environ douze heures, en sortant indemne,.
Le 9 décembre, il entame sa route de retour. Le 15 à 8h35, alors qu'il s'apprête à entrer dans l'estuaire de la Gironde sous l'escorte de trois unités côtières allemandes, il est repéré par le sous-marin HMS Thunderbolt (N25) (sous le commandement de Cecil Crouch), qui à 9h20, lui lance six torpilles à environ 3 600 mètres de distance. A 9h24, le Tarantini est touché par l'une des torpilles et coule en quelques instants à la position géographique de 45° 25′ N, 1° 22′ O, avec seulement cinq survivants (le commandant en second Frattura et quatre parmi les sous-officiers et les marins),,.
Le commandant Iaschi, 6 autres officiers et 49 sous-officiers et marins meurent dans cette attaque.
Le Tarantini avait effectué un total de 7 missions de guerre (5 en Méditerranée et deux dans l'Atlantique) couvrant un total de 10 802 milles nautiques (20 006 km) en surface et 1 268 milles nautiques (2 350 km) sous l'eau.
L'épave du sous-marin se trouve à 40 mètres de profondeur, à 5,2-6 milles nautiques (9,5 à 11 km) de la côte.
| Patrouille | Date            | Navire | Nationalité | Tonnage en tonneaux de jauge brute (tjb) | Notes |
| ---------- | --------------- | ------ | ----------- | ---------------------------------------- | ----- |
| 2e         | 11 juillet 1940 | Beme   | Panama      | 3 040 tjb                                | Cargo |
| Total:     | Total:          | Total: | Total:      | 3 040 tjb                                |       |